# Derthona Foot Ball Club 1969-1970
Questa voce raccoglie le informazioni riguardanti il Derthona Foot Ball Club nelle competizioni ufficiali della stagione 1969-1970.

## Stagione
Nella stagione 1969-70 il Derthona ha disputato il girone A del campionato di Serie C, con 33 punti si è piazzato in quindicesima posizione di classifica, il torneo è stato vinto con 57 punti dal Novara che ha ottenuto la promozione in Serie B.

## Rosa
| N. |                   | Ruolo | Calciatore          |
| -- | ----------------- | ----- | ------------------- |
|    | Italia (bandiera) | C     | Lorenzo Achilli     |
|    | Italia (bandiera) | C     | Carlo Barciocco     |
|    | Italia (bandiera) | C     | Bruno Bassi         |
|    | Italia (bandiera) | C     | Vittorio Boschetti  |
|    | Italia (bandiera) | D     | Carlo Cazzola       |
|    | Italia (bandiera) | A     | Albino Cella        |
|    | Italia (bandiera) | A     | Giuseppe Cogliandro |
|    | Italia (bandiera) | D     | Mario Colondri      |
|    | Italia (bandiera) | A     | Silvano Galli       |
|    | Italia (bandiera) | D     | Piero Gastaldi      |
|    | Italia (bandiera) | D     | Giuseppe Ghisoni    |

| N. |                   | Ruolo | Calciatore         |
| -- | ----------------- | ----- | ------------------ |
|    | Italia (bandiera) | D     | Paolo Gorla        |
|    | Italia (bandiera) | A     | Pio Guerra         |
|    | Italia (bandiera) | A     | Angelo Moro        |
|    | Italia (bandiera) | D     | Mauro Muratori     |
|    | Italia (bandiera) | C     | Bruno Nordio       |
|    | Italia (bandiera) | P     | Alessandro Profumo |
|    | Italia (bandiera) | D     | Alessio Romanini   |
|    | Italia (bandiera) | D     | Manlio Sobrero     |
|    | Italia (bandiera) | D     | Franco Vignolo     |
|    | Italia (bandiera) | C     | Gianni Vigone      |
|    | Italia (bandiera) | A     | Vladimiro Zunino   |